# Kelliá
Pour les articles homonymes, voir Kellia.
Kelliá (grec moderne : Κελλιά) est un village chypriote situé dans le district de Larnaca et comptant plus de 387 habitants.